# 中型戰術輪車
中型戰術輪車是中華民國陸軍自2006年起服役的中型軍用卡車，用以汰換早年自美軍引進的M35載重車。該車由三陽工業與美國Navistar Defense合作製造，採用Navistar 7400系列軍用底盤，搭載DT466柴油引擎與艾利森五速自排變速箱，具備良好機動性與運輸能力。

## 發展
M35系列卡車服役多年，零件供應困難且維修成本高昂。為汰換老舊車輛，國防部於2004年公開招標，最終由三陽工業與美國Navistar Defense合作，取得合約，生產4,788輛中型戰術輪車，並於2006年起陸續交車。

## 技術規格
中型戰術輪車搭載DT466柴油引擎，最大馬力300匹，配備艾利森MD系列五速自排變速箱。車長約6.8公尺，寬2.4公尺，高2.8公尺，空車重約6.8噸，最大載重約4噸，可乘坐4至6人，具涉水與越野能力。車頂可加裝武器架，搭載12.7毫米機槍或Mk19榴彈發射器以支援火力。

## 使用狀況
該車主要配屬於陸軍各機械化步兵旅與後勤單位，廣泛應用於運輸與戰術支援任務。2024年，國防部宣布計畫導入性能提升型中型戰術輪車，進一步強化部隊機動力與戰備能力。